# Gabino Díaz Merchán
Gabino Díaz Merchán (Mora, 26 de febrero de 1926-Oviedo, 14 de junio de 2022) fue un obispo católico español, arzobispo de Oviedo entre 1969 y 2002. Presidió la Conferencia Episcopal Española entre 1981 y 1987.

## Biografía
Nació el  26 de febrero de 1926, en la localidad española de Mora, Toledo, donde sus padres tenían una tienda de ultramarinos. 
Al comienzo de la guerra civil española, el 21 de agosto de 1936, milicianos republicanos fueron a su casa en busca del padre, seguidor del Partido Republicano Liberal Demócrata de Melquíades Álvarez, con una excusa, y su madre decidió acompañarlo, al sospechar que lo iban a matar. Horas después, ambos fueron llevados a las cercanías del cementerio de Orgaz y fueron fusilados y enterrados en una fosa común. Gabino y su hermana Francisca Isabel, de 4 años, quedaron al cuidado de su abuela.
Realizó los estudios eclesiásticos en el  seminario de Toledo y en la Universidad Pontificia Comillas, donde obtuvo la licenciatura en Filosofía y el Doctorado en Teología. 
Se ordenó sacerdote en Comillas el 13 de julio de 1952. En 1956 fue nombrado capellán mozárabe.

### Episcopado
Fue designado obispo de Guadix-Baza el 23 de julio de 1965, consagrándose el 22 de agosto de 1965. Se convirtió así en el obispo más joven de Europa. Tras su consagración, participó en la cuarta y última sesión del concilio Vaticano II.
El 4 de agosto de 1969 recibió una bula papal para dirigir la archidiócesis de Oviedo tomando posesión el 20 de septiembre de 1969 con la celebración de una misa en Covadonga, lo que le convirtió en el arzobispo más joven de España. Daba el relevo en la sede ovetense a Vicente Enrique y Tarancón, que años más tarde descató la ecuanimidad y serenidad de Merchán como idóneas para hacerse cargo de la diócesis.
El 23 de febrero de 1981 fue elegido presidente de la Conferencia Episcopal Española, cargo que ocupó durante dos trienios hasta 1987. Siendo presidente de la Conferencia Episcopal Española manifestó en 1986:

...la exaltación de una de las partes contendientes en la guerra civil con el apelativo de Cruzada fue un desacierto, pues en realidad fue una contienda fratricida...
Ecclesia, 9 a 16 de agosto de 1986.

Durante su episcopado tuvo como obispos auxiliares a Elías Yanes, de 1971 a 1977, a José Sánchez González, de 1980 a 1991, y a Atilano Rodríguez, de 1996 a 2003.
Uno de los hechos más relevantes de su episcopado se vivió con su apoyo e intervención por los trabajadores de la empresa asturiana Duro Felguera que se encerraron en la Catedral de Oviedo durante 318 días en 1996, e hicieron una huelga de hambre de 50 días. Su apoyo y una carta firmada por cincuenta sacerdotes asturianos fue pieza clave en las negociaciones. 
El 7 de enero de 2002 Juan Pablo II aceptó su renuncia por edad, siendo sustituido por Carlos Osoro y continuó en la diócesis como emérito.

### Fallecimiento
Falleció el 14 de junio de 2022, en Oviedo, a la edad de 96 años. La capilla ardiente se instaló el 16 de junio, en el Palacio Arzobispal de Oviedo. El funeral tuvo lugar el día 17, en la Catedral de Oviedo, en cuya capilla de la Virgen de Covadonga fue sepultado.

## Reconocimientos
El Ayuntamiento de Oviedo le concedió la medalla de oro de la ciudad y le nombró hijo adoptivo de la misma el 19 de octubre de 1994. Además, en 2000, el pleno acordó darle su nombre a la plaza situada delante de la iglesia parroquial de San Melchor, en el barrio de La Florida. El mismo año se le otorgó la Medalla de Oro de Castilla-La Mancha por «su trayectoria profesional digna de todo reconocimiento».
En 2001, el Consejo de Gobierno del Principado de Asturias le concedió el título de Hijo Adoptivo de Asturias. En el decreto del acuerdo de concesión se recoge:

Su  labor  pastoral  se  ha  distinguido  por  su  talante  conciliador,  su  constante  preocupación  por  cuantos  problemas
afectan a la compleja sociedad asturiana actual y por la defensa de los derechos humanos y las libertades.

La Diputación de Toledo le concedió el título de Hijo Predilecto de la Provincia en 2006.